# Megalotheca parvula
Megalotheca parvula är en insektsart som först beskrevs av Louis Albert Péringuey 1916.  Megalotheca parvula ingår i släktet Megalotheca och familjen vårtbitare. Inga underarter finns listade i Catalogue of Life.